# شيميري شيري
شيميري شيري هي بلدية فرنسية تقع في إقليم الأردين في منطقة غراند إيست. 